# 35 Leukothea
Leukothea /ljuːˈkɒθiə/ (định danh hành tinh vi hình: 35 Leukothea) là một tiểu hành tinh lớn và tối ở vành đai chính. Tiểu hành tinh này do nhà thiên văn học người Đức Karl T. R. Luther phát hiện ngày 19 tháng 4 năm 1855 và được đặt theo tên Leukothea, một nữ thần biển trong thần thoại Hy Lạp.